# John Kemp
John Kemp (Ollanfigh, 1380 circa – Canterbury, 22 marzo 1454) è stato un cardinale e arcivescovo cattolico inglese.

## Biografia
Figlio di Thomas Kemp e Elizabeth Lewknor, studiò a Oxford e divenne vicario generale dell'arcidiocesi di Canterbury e poi arcidiacono di Durham nel 1416; assunse diversi incarichi nella corte inglese.
Nominato vescovo di Rochester il 21 giugno 1419, ricevette la consacrazione episcopale il 3 dicembre successivo nella cattedrale di Rouen dalle mani di Louis d'Harcourt, arcivescovo di Rouen. Il 28 febbraio 1421 fu trasferito alla sede di Chichester; dal 17 novembre 1421 divenne vescovo di Londra ed dal 20 luglio 1425 occupò la cattedra metropolitana di York. Fu cancelliere del regno da marzo 1426 a febbraio 1432 e da gennaio 1450 fino alla sua morte. Sostenne sempre la causa dei Lancaster contro quella di York.
Fu creato cardinale presbitero da papa Eugenio IV nel concistoro del 18 dicembre 1439 e ricevette il titolo cardinalizio di Santa Balbina l'8 gennaio 1440. Il 28 luglio 1452 fu trasferito alla sede primaziale di Canterbury e contestualmente ottenne il titolo di cardinale vescovo di Santa Rufina che, pro illa vice, fu separato da quello di Porto.
È morto nel palazzo di Lambeth a Canterbury il 22 marzo 1454 ed è stato sepolto nella cattedrale di Canterbury.

## Genealogia episcopale e successione apostolica
La genealogia episcopale è:
- Arcivescovo Louis d'Harcourt
- Cardinale John Kemp

La successione apostolica è:
- Vescovo Marmaduke Lumley (1430)
- Vescovo Thomas Kempe (1450)
- Vescovo Nicholas Cloose (1450)